# جنگل‌های خزان‌دار مرطوب دشت‌های گانگتیک بالایی
جنگل‌های خزان‌دار مرطوب دشت‌های گانگتیک بالایی (به انگلیسی: Upper Gangetic Plains moist deciduous forests) یک منطقهٔ مسکونی و جنگل در هند است.